# 馬倫卡河 (比爾卡河支流)
馬倫卡河是烏克蘭的河流，位於該國西部利沃夫州，屬於比爾卡河的左支流，發源自利沃夫東部，河道全長14公里，流域面積65平方公里。